# FeedBurner
FeedBurner es un proveedor de gestión de fuentes web lanzado en 2004. FeedBurner proporciona herramientas de gestión de fuentes web RSS a bloggers, podcasters, y otros publicadores de contenido basado en web. Los servicios proporcionados incluyen análisis de tráfico y un sistema opcional de publicidad. 
En 2007 fue adquirida por Google. 